# ويليام دوين (صحفي)
ويليام دوين (بالإنجليزية: William Duane) هو صحفي أمريكي، ولد في 17 مايو 1760 في تشامبلاين في الولايات المتحدة، وتوفي في 24 نوفمبر 1835 في فيلادلفيا في الولايات المتحدة.